# ادوین اسکینر
ادوین اسکینر (انگلیسی: Edwin Skinner؛ زادهٔ ۱۵ اکتبر ۱۹۴۰) ورزشکار دو و میدانی اهل ترینیداد و توباگو است.